# Sällskapet Nya Idun
Sällskapet Nya Idun (deutsch Gesellschaft Neue Idun) ist ein schwedischer Kulturverein mit ausschließlich weiblichen Mitgliedern. Er wurde 1885 gegründet, um kulturell interessierten Frauen aus dem Raum Stockholm einen regelmäßigen Austausch zu ermöglichen. Sein Vorbild war der bereits 1862 gegründete Kulturverein Sällskapet Idun, der ausschließlich Männer als Mitglieder aufnahm. Zum Programm der monatlichen Zusammenkünfte gehören bis heute Vorträge, Lesungen, Konzerte und Ausstellungen. Der Verein hat 474 Mitglieder (Stand 2021).

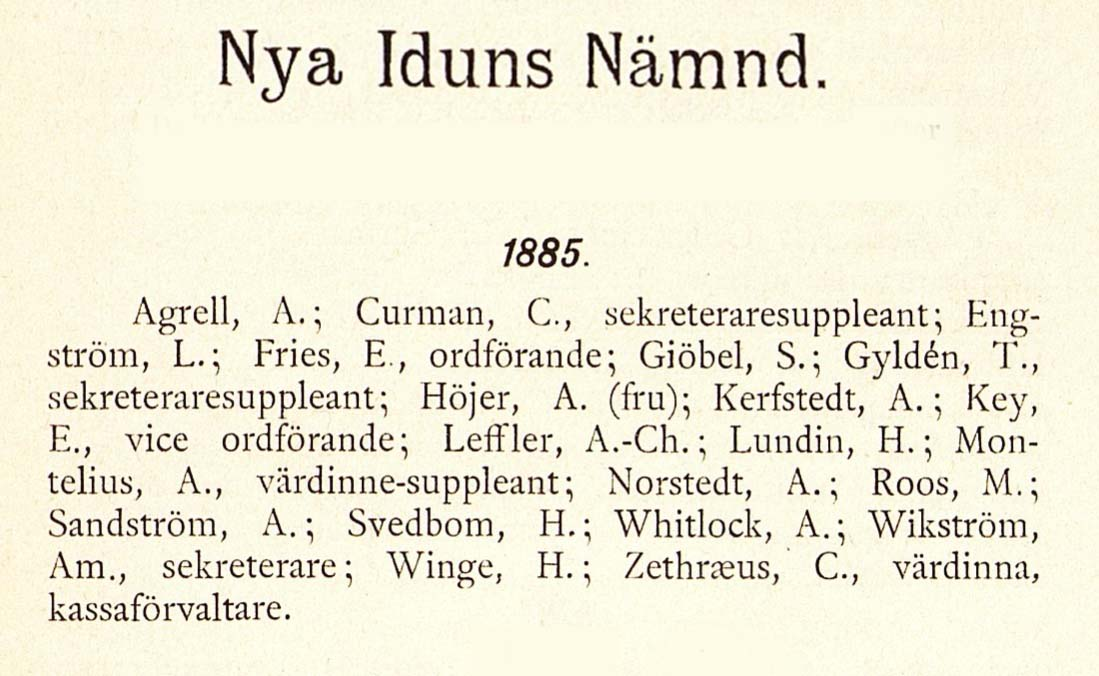
Zusammensetzung des Vorstands im Gründungsjahr 1885

Die Idee zur Gründung von Nya Idun stellte die Schriftstellerin Calla Curman zu Jahresanfang 1885 in ihrem Salon vor. Einige Tage später lud sie gemeinsam mit der Historikerin Ellen Fries, der Malerin Hanna Winge, der Pädagogin Ellen Key und der Lehrerin Amelie Wikström zu einer Gründungsversammlung ein, die am 7. Februar 1885 in der Haushaltsschule in der Jakobsbergsgatan 11 in Stockholm stattfand. Zu den 15 weiteren Eingeladenen gehörten Alfhild Agrell, Lilly Engström, Selma Giöbel, Amanda Kerfstedt, Anne Charlotte Leffler, Hulda Lundin, Agda Montelius, Anna Munthe-Norstedt, Mathilda Roos, Anna Sandström, Hilma Svedbom und Anna Whitlock. Die 20 Gründerinnen bildeten den ersten Vorstand (nämnd) des Vereins, mit Ellen Fries als Vorsitzender und Amelie Wikström als Schriftführerin. Bis heute gilt, dass man nur durch Wahl der Mitglieder selbst Mitglied werden kann.
Nach zwei Jahren trat Ellen Fries nicht mehr zur Wiederwahl an und wurde durch ihre Stellvertreterin Ellen Key abgelöst. 1896, als der Verein bereits ca. 160 Mitglieder hatte, kam es zu einer Krise, als Key, deren gerade erschienenes und gegen die weibliche Berufstätigkeit gerichtetes Buch Missbrukad kvinnokraft („Mißbrauchte Frauenkraft“) viel Widerspruch hervorgerufen hatte, bei ihrer Wiederwahl keine Mehrheit fand. Die Auflösung des Vereins stand im Raum, konnte aber durch eine neu angesetzte Wahl abgewendet werden, bei der Key eine Mehrheit fand. Erst als sie im Jahr 1900 einen längeren Auslandsaufenthalt plante, gab sie den Vorsitz an ihre langjährige Stellvertreterin Agda Montelius ab, die aber schon im nächsten Jahr zurücktrat und von Anna Maria Roos ersetzt wurde. Zu den späteren Vorsitzenden gehörten Sigrid Elmblad (1918–1921), Andrea Andreen (1943–1944), Birgitta Lager-Kromnow (1969–1975) und Marik Vos-Lundh (1977–1980). Seit 2023 leitet Britt Östlund den Verein.
Unter den Themen der Zusammenkünfte dominierten Literatur und Musik. Oftmals wurde aus noch unveröffentlichten Werken gelesen, so durch Sigrid Elmblad, Lotten Dahlgren, Marika Stiernstedt oder Elin Wägner. Auch Gäste wie etwa Selma Lagerlöf wurden zu Vorträgen geladen. Künstlerische Projekte stellten u. a. Anna Nordgren und Tyra Kleen vor. Frauenfragen im engeren Sinne standen seltener auf dem Programm. Immerhin gab schon Anne Charlotte Lefflers Vortrag über Reformkleidung bei der Gründungsversammlung den Anstoß für die Gründung der Svenska drägtreformföreningen („Schwedische Reformkleidungsvereinigung“) im nächsten Jahr. Auch die seinerzeit stark diskutierte Frage des Frauenwahlrechts wurde ab 1889 mehrfach debattiert, wobei der Verein hier keine einheitliche Position einnahm. Zu den „Idunesen“ (Iduneser), wie sich die Mitglieder selbst nennen, gehörten radikale Frauenrechtlerinnen wie Lotten Dahlgren (1901–1906 Schriftführerin), Hanna Augusta Ferlin und Eva Andén, aber auch Konservative wie Elsa Beskow und Emmy Köhler.